# Сітакунда (упазіла)
Сітаку́нда (бенг. সীতাকুণ্ড, англ. Sitakunda) — одна з 20 упазіл зіли Читтагонг регіону Читтагонг Бангладеш, розташована на півночі зіли.
Населення — 366 495 осіб (2008; 274 903 в 1991).

## Адміністративний поділ
До складу упазіли входять 11 вардів:
| Зіла                   | Площа, км² | Населення, осіб (2008) |
| ---------------------- | ---------- | ---------------------- |
| Абеве-Барі та Вард №10 | -          | 31401                  |
| Баншбарія              | -          | 22853                  |
| Баракунда              | -          | 32007                  |
| Баріядьяла             | -          | 27195                  |
| Бхатіарі               | -          | 51779                  |
| Куміра                 | -          | 34135                  |
| Мурадпур               | -          | 26592                  |
| Саїдпур                | -          | 30367                  |
| Салімпур               | -          | 35142                  |
| Сітакунда              | -          | 36566                  |
| Сонаїчхарі             | -          | 38458                  |